# 165 – Various Mixtapes
165 – Various Mixtapes är ett mixtape av rapparen Ken Ring som släpptes 1997.

## Spårlista
| Spår | Låt Titel             | Medverkande            |
| ---- | --------------------- | ---------------------- |
| 1    | Locked Up, Fucked Up  | Ken                    |
| 2    | Mina tankar           | Big Fred               |
| 3    | Drömmen är sann       | Ken, Houman & Big Fred |
| 4    | Stockholm             | Ken                    |
| 5    | Vägen till ingenstans | Houman                 |
| 6    | Öga för öga           | Houman                 |
| 7    | Livet suger           | Ken & Houman           |
| 8    | Maintain              | Ken                    |
| 9    | Rätt eller fel        | Ken                    |
| 10   | Ta det jag vill ha    | Ken & Houman           |
| 11   | Min tur               | Ken & Houman           |
| 12   | Akta dig              | Ken & Houman           |
| 13   | Försök förstå         | Ken                    |
| 14   | En smutsig undervärld | Ken & Houman           |
| 15   | Livet är hårt         | Ken                    |
| 16   | A Story               | Ken                    |